# 금곡리 삼효각
금곡리 삼효각은 대한민국 경상북도 포항시 남구 장기면 금곡리 386에 있다. 2017년 9월 29일 포항시의 향토문화유산 제2017-03호로 지정되었다.

## 개요
삼효각은 비석과 이를 보존하는 정려각이다. 이 정려각은 효자 허기와 그 맏아들 허식의 처 경주최씨 및 셋째아들 허순의 처 곡강최씨의 효열을 표창하기 위해 세워진 것이다. 비각은 남향으로 정면, 측면 1칸의 맞배지붕이며 내부에 살문이 둘러쳐져 있고 그 안에 3기의 비석과 2점의 기문이 있다.